# 下村寅太郎
下村 寅太郎（しもむら とらたろう、1902年（明治35年）8月17日 - 1995年（平成7年）1月22日）は、日本の哲学者・科学史家。

## 経歴
出生から修学期
1902年、京都市下京で生まれた。旧制京都一中、旧制三高で学び、京都帝国大学文学部に入学。哲学科で西田幾多郎、田辺元に師事し、ライプニッツ研究や、数学の哲学であったり、科学哲学の分野に関心を持って研究を開始した。1926年に京都帝国大学文学部を卒業。
卒業後から15年を経て、1941年に東京文理科大学助教授に就いた。1945年に教授昇格。
太平洋戦争後
1945年、学位論文『無限論の形成と構造』を京都帝国大学に提出して文学博士号を取得。学制改革によって1949年5月に東京文理科大学が新制大学として東京教育大学に包摂されて以降は、同大学教授。研究の点では、戦後は数理や科学自体に対する考察からその歴史的考察へ研究対象を移していった。1967年、東京教育大学を定年退官し、その後は学習院大学教授をつとめた。
1975年、日本学士院会員に選出された。1995年に死去。

## 受賞・栄典
- 1971年：『ルネッサンスの芸術家』により学士院賞を受賞。

## 研究内容・業績
下村の生涯にわたっての研究対象は幅広く、ライプニッツ論や科学哲学、数学の哲学の分野で研究を開始し、レオナルド・ダ・ヴィンチ論を中心とするルネサンス研究、そして最晩年には歴史哲学研究へと向かった。。その著作は11年かけて刊行された下記『著作集』(全13巻)にまとめられている。師事した『西田幾多郎全集』の刊行にあたっては、編集委員を務めている。
下村寅太郎蔵書
蔵書は関西学院大学図書館に収められ、2002年（平成14年）に『下村寅太郎蔵書目録』が出された。書簡については、三宅剛一差出・下村寅太郎宛書簡が公開されている。

## 家族・親族
- 親族：川勝義雄は東洋史学者。

## 著作

### 著書
- 『ライプニッツ』弘文堂(西哲叢書) 1938
  - 改訂 みすず書房 1983
- 『自然哲学』弘文堂(教養文庫) 1939
- 『科学史の哲学』弘文堂 1941
  - 改訂 評論社 1975
- 『無限論の形成と構造』 弘文堂 1944
  - 改訂 みすず書房 1979
- 『西田哲学』 白日書院 1947
  - 改題文庫化『西田哲学への道』現代教養文庫 1951
- 『若き西田幾多郎先生「善の研究」の成立前後』人文書林 1947
- 『科学以前』弘文堂(アテネ文庫) 1948
- 『精神史の一隅』弘文堂 1949
- 『レオナルド・ダ・ヴィンチ』勁草書房 1961
  - 新版 1979年
- 『ヨーロッパ遍歴 聖堂・画廊・広場』未來社 1961
  - 新版 1975年
- 『西田幾多郎 人と思想』東海大学出版会 1965
  - 新版 1977年、1997年
- 『アッシシの聖フランシス』南窓社 1965
  - 新版 1980年
  - 選書化 南窓社(キリスト教歴史双書) 1991
- 『ルネッサンスの芸術家：精神史的研究』筑摩書房 1969
- 『遭逢の人』南窓社 1970
- 『精神史の森の中で：研究ノートより』河出書房新社 1972
- 『モナ・リザ論考』岩波書店 1974
- 『スウェーデン女王クリスチナ：バロック精神史の一肖像』中央公論社 1975
  - 文庫化 中公文庫 1992
- 『ルネッサンス的人間像：ウルビーノの宮廷をめぐって』岩波新書 1975
  - 復刊 1992年
- 『レオナルド：遠景と近景』南窓社 1977
- 『西東心景』(雁のたより 1) 北洋社 1977
- 『わが書架』(雁のたより 2) 北洋社 1979
- 『明治の日本人』(雁のたより 3) 北洋社 1979
- 『東郷平八郎』講談社学術文庫 1981[9]
- 『精神史の中の芸術家』筑摩書房 1981
- 『煙霞帖』南窓社 1982
- 『ブルクハルトの世界 美術史家・文化史家・歴史哲学者』岩波書店 1983

没後出版
- 大橋良介編・解説「精神史の中の日本近代」〈京都哲学撰書 4〉 燈影舎 2000
- 野家啓一編・解説「精神史としての科学史」〈京都哲学撰書 27〉燈影舎 2003
- 加藤尚武解説「科学史の哲学」みすず書房〈始まりの本〉2012
- 小坂国継編・解説『下村寅太郎集』〈西田幾多郎研究資料集成 5〉クレス出版 2012

### 著作集
- 『下村寅太郎著作集』(全13巻) 永井博・竹田篤司、古田光・清水富雄編集委員、みすず書房 1988-1999

1. 「数理哲学・科学史の哲学」1988
2. 「近代科学史論」1992
3. 「アッシジのフランシス研究」1990
4. 「ルネサンス研究 ルネサンスの芸術家」1989
5. 「レオナルド研究」1992
6. 「ルネサンスとバロックの人間像」1993
7. 「ライプニッツ研究」1989
8. 「聖堂・画廊・広場 ヨーロッパ遍歴」1988
9. 「ブルクハルト研究」1994
10. 「美術史・精神史論考」1995
11. 「哲学的問題」1997
12. 「西田哲学と日本の思想」1990
13. 「エッセ・ビオグラフィック」1999

### 訳書
- 『法則の概念について』ヴインデルバント著、岩波書店(哲学論叢) 1928
- 『カントと近代の数学』カツシレル著、岩波書店(哲学論叢) 1928

### 編著書
- 『哲学研究入門』淡野安太郎共編、小石川書房 1949
- 『現代哲学入門：唯物論と人間』有斐閣 1958
- 『学問の建設 心の対話』今西錦司との対話、日本ソノサービスセンター 1969
  - 改題新版『学問のこころ 心の対話』ぺりかん社 1982
- 『西田幾多郎：同時代の記録』岩波書店 1971
- 『哲学思想』(現代日本思想大系 24) 古田光共編・解説、筑摩書房 1975
- 『スピノザ、ライプニッツ』(世界の名著 25) 責任編集、中央公論社 1969
  - 選書化 (世界の名著 30) 中央公論社(中公バックス) 1980
  - 選書化『ライプニッツ モナドロジーほか』中公クラシックス 2005[10]
- 『レオナルド・ダ・ヴインチ』(世界美術全集 5) 田中英道と分担解説、集英社 1977
  - 普及版 1978年
- 『光があった 地中海文化講義』小川国夫との対話、朝日出版社 1979
- 『アッシジの修道院』(世界の聖域 14) 長塚安司と解説、講談社 1981
- 『ヨーロッパにおける人間観の研究』古田光・藤田健治・木田献一・屋形禎亮・澤柳大五郎・廣川洋一・中野幸次・秀村欣二・兼岩正夫・清水富雄・裾分一弘・下村寅太郎・西沢竜生・永井博共編著、未来社 1982
- 『ライプニッツ著作集』(第1期・全10巻) 監修、工作舎 1986-

### 記念論集
- 『ヨーロッパ精神史の基本問題：下村寅太郎先生退官記念論文集』澤柳大五郎・関根正雄・村治能就編、岩波書店 1966

澤柳大五郎・関根正雄・村治能就・浅野順一・中野幸次・秀村欣二・兼岩正夫・清水富雄・渡辺金一・下村寅太郎・西沢龍生・藤田健治・永井博による共編著

## 下村寅太郎に関する資料
- 野家啓一2022「京都学派の科学哲学 : 西田幾多郎と下村寅太郎:西田幾多郎生誕一五〇周年記念講演会」『点から線へ』71, 110-149頁.
- 下村寅太郎 - 京都大学大学院文学研究科日本哲学史研究室
- 「第37回 下村寅太郎先生追想」(ライプニッツ通信Ⅱ)